# Celine (Jastrebarsko)
Celine is een plaats in de gemeente Jastrebarsko in de Kroatische provincie Zagreb. De plaats telt 80 inwoners (2001).